# Distretto di Are'eta
Il distretto di Are'eta è uno dei tre nove distretti della regione del Mar Rosso Meridionale, in Eritrea. Ha per capoluogo la città di Tiyo.